# Colin Channer
Colin Channer (nascido em 13 de outubro de 1963) é um escritor jamaicano, frequentemente referido como "Bob Marley com uma caneta", devido aos temas espirituais, sensuais e sociais apresentados a partir de uma perspectiva literária jamaicana. De fato, seus dois primeiros romances completos, Waiting in Vain e Satisfy My Soul, trazem os títulos de conhecidas canções de Marley. Ele também escreveu a coleção de contos Passing Through e as novelas I'm Still Waiting e The Girl with the Golden Shoes . Alguns de seus contos foram antologizados.

## Biografia
Nascido em Kingston, Jamaica, Colin Channer é o caçula de quatro filhos. Ele frequentou as escolas secundárias de Ardenne e Meadowbrook, onde sua carreira de escritor começou com a escrita de poemas de amor e outras correspondências em nome de estudantes do sexo masculino por US $ 1 a carta - poemas custando 50 centavos a mais. Após o colegial, Channer migrou para Nova York em 24 de julho de 1982, com a intenção de seguir carreira no jornalismo. Mas foi sua descoberta de The Final Passage, de Caryl Phillips, que lhe permitiu ver as possibilidades da escrita de ficção de uma autêntica perspectiva caribenha — especificamente jamaicana. Channer passou a ganhar um B.A. em Comunicações de Mídia da CUNY Hunter College.
Em 1988, Channer mudou-se para Atlanta, onde morou por três anos, trabalhando como jornalista de revista. Ele voltou para Nova York em 1991 depois de passar por um transplante de córnea para salvar sua visão debilitada. Ele começou a escrever seu primeiro romance sobre especulação, depois tentou vendê-lo. Nessa época, trabalhou como copidesque freelance em várias empresas de design e agências de publicidade. Ele também escreveu uma coleção de contos e um roteiro sem garantia de que algum deles seria lançado. Dois dos contos foram antologizados em Soulfires . Em 1998, o romance foi publicado como Waiting in Vain, que foi selecionado como uma escolha da crítica pelo The Washington Post e saudado como uma clara redefinição do romance caribenho. O romance, cujos personagens principais eram jamaicanos, tratou de questões contemporâneas de classe e identidade em um contexto multicultural. Waiting in Vain também foi extraído de Hot Spots: The best erotic Writing in Modern Fiction, que colocou Channer na companhia de escritores como Russell Banks, EL Doctorow, Don DeLillo e David Foster Wallace. Time Out New York também selecionou este livro premiado como Livro do Verão.
O roteiro se tornou a novela I'm Still Waiting, que foi uma das quatro histórias antológicas do volume Got To Be Real . O livro em si era singular por ser uma coleção dos principais escritores negros da época, sendo os outros E. Lynn Harris, Eric Jerome Dickey e Marcus Major.
Outro dos contos desse período foi desenvolvido em seu segundo romance, Satisfy My Soul . Lançado em 2002, Satisfy My Soul retratou o conflito entre a espiritualidade africana e o cristianismo no contexto das relações negras.
Passing Through, publicado em 2004, é uma coleção de histórias conectadas ambientadas na fictícia ilha caribenha de San Carlos. As histórias abrangem todo o século XX e se movem em ordem cronológica de 1903 até os dias atuais.

## Estilo literário
Channer citou Naguib Mahfouz, Gabriel Garcia Marquez, VS Naipaul, John Updike e até Bob Marley entre suas influências. Semelhante a Marley, Channer estabeleceu seu estilo literário com uma sensualidade sem remorso, temas contemporâneos com profundas correntes temáticas, cenários diversos como Gana, Londres, Nova York e Jamaica, bem como diálogos impregnados de dialeto jamaicano. Isso também fez com que muitos críticos o considerassem um escritor de reggae .

## Outros empreendimentos
Embora seja mais conhecido como romancista, a influência de Colin Channer foi além do mundo da literatura para tocar o público com suas palavras de outras maneiras. Em 2001, ele foi nomeado co-diretor criativo da Eziba, uma varejista online de artesanato global que fechou em 2005. Após seu sucesso com Eziba, ele lançou sua própria empresa de design e branding, Squad 1962. Com sede em Chelsea, o Squad 1962 foi contratado pela Island Outpost, a coleção de hotéis boutique criada pelo fundador da Island Records, Chris Blackwell, o homenageado do Hall da Fama do Rock and Roll que lançou as carreiras globais de músicos como Bob Marley, U2 e Melissa Etheridge.
Em 2001, junto com o poeta Kwame Dawes, Channer também lançou o Calabash International Literary Festival Trust, uma entidade registrada sem fins lucrativos cuja missão é "transformar as artes literárias no Caribe sendo o produtor mais bem administrado da região de workshops, seminários e performances." O festival anual acontece todos os anos no Jake's em Treasure Beach, Jamaica.
Calabash tornou-se o festival preferido de alguns dos autores mais talentosos do mundo. 2005 lançou The Calabash Chapbook Series, que, até o momento, inclui seis livros de poemas de membros do workshop. Destes, Ishion Hutchinson foi aceito no programa de mestrado em redação criativa da NYU. Em julho de 2006, a Akashic Books publicou a antologia de ficção Iron Balloons: Hit Fiction from Jamaica's Calabash Writer's Workshop da oficina original. Channer editou o volume, além de contribuir com o conto "Como bater em uma criança da maneira certa e adequada".
Além de fundador e diretor artístico do Calabash, Channer é fundador e baixista da banda de reggae pecock Jaxxon. Channer lecionou em Londres, Nova York e Jamaica. Ele foi professor assistente de inglês e coordenador do programa de escrita criativa da BA no CUNY Medgar Evers College e atualmente é professor visitante de Newhouse em escrita criativa no Wellesley College. Com dupla cidadania da Jamaica e dos Estados Unidos, Channer mora com sua família no bairro de Fort Greene, no Brooklyn, em Nova York.

## Lista de publicações
- Soulfires: Young Black Men on Love and Violence, com os contos "Black Boy, Brown Girl, Brownstone" e "The Ballad of the Sad Chanteuse" (Penguin, 1996)
- Esperando em vão (One World/Ballantine, 1998)
- Got To Be Real, com a novela "I'm Still Waiting", (New American Library, 2000)
- Satisfaça minha alma (One World/Ballantine, 2002)
- Passing Through (One World/Ballantine, 2004)
- Balões de Ferro (Livros Akáshicos, 2006)
- A menina com os sapatos de ouro (Akashic Books, 2007)